# Karamenderes Çayı
Der Karamenderes Çayı ist ein Fluss in der Provinz Çanakkale im Nordwesten der Türkei.
Der Karamenderes Çayı (kara für „schwarz“, menderes für „Mäander“) hieß in der Antike Skamandros (latinisiert Scamander). Die alternative Bezeichnung Küçük Menderes („Kleiner Mäander“) ist der heutige Name eines anderen Flusses in Kleinasien.
Der Karamenderes Çayı entspringt am Nordhang des Gebirgszugs Kaz Dağları, auch als Ida-Gebirge bekannt, im Süden der Provinz. Er fließt anfangs entlang der Nordflanke in westlicher Richtung. Oberhalb der Kreisstadt Bayramiç wird der Fluss von der Bayramiç-Talsperre aufgestaut. Bei Ezine wendet sich der Karamenderes Çayı nach Norden. Er durchschneidet einen niedrigeren Höhenzug mit mehreren Flussschlingen. Bei dem Ort Pınarbaşı wird der Fluss durch ein Wehr zurückgestaut. Oberhalb des Wehrs zweigt am linken und rechten Flussufer jeweils ein Bewässerungskanal ab. Die antike Stadt Troja befindet sich etwa 2 km östlich vom Unterlauf des Karamenderes Çayı. Dieser mündet nach weiteren 8 km in die Meerenge der Dardanellen, an deren Ausgang ins Ägäische Meer. Der Karamenderes Çayı hat eine Länge von 110 km. Das Einzugsgebiet umfasst 1960 km².